# 오하라정 (이와테현)
오하라정(大原町)은 1955년까지 이와테현 히가시이와이군에 존속했던 정이다. 현재의 이치노세키시 다이토초 오하라에 해당한다.

## 연혁
- 1889년 4월 1일 - 정촌제 시행과 함께 히가시이와이군 오하라촌이 단독으로 시행하여 탄생하였다.
- 1903년 3월 21일 - 정으로 승격하였다.
- 1955년 4월 1일 - 스리사와정, 오키타촌, 사루사와촌, 시부타미촌과 합병해 다이토정이 되었다.

## 참고서적
- 『이와테현 정촌 합병지』(이와테현 총무부 지방과, 1957년)